# Galiteuthis armata
Galiteuthis armata är en bläckfiskart som beskrevs av Louis Joubin 1898. Galiteuthis armata ingår i släktet Galiteuthis och familjen Cranchiidae. Inga underarter finns listade i Catalogue of Life.